# ロバート・グリーン (サッカー選手)
ロバート・ポール・グリーン（Robert Paul Green, 1980年1月18日 - ）は、イングランド・サリー州チャートジー出身の元サッカー選手。ポジションはGK。

## 経歴
ノリッジ・シティFCのユースで育成され、1999年にプロデビューすると早くも翌2000年には永らくノリッジのゴールマウスを守ったアンディ・マーシャルを押しのけてレギュラーとなる。2003-04シーズンにはノリッジのプレミアリーグ昇格に貢献したが、2004-05シーズンに降格。その活躍が評価され衰退の囁かれていたディビッド・ジェームスに代わってイングランド代表に招集されるようになった。
ノリッジ降格後は常に移籍市場に名前が上がる選手であったが、2006年に代表のライバルであるディビッド・ジェームスの後釜としてウェストハム・ユナイテッドFCに移籍金200万ポンドの4年契約で移籍した。同僚のディーン・アシュトンも同じくウェストハムに移籍した。移籍後はロイ・キャロルとシャカ・ヒスロップからポジションを奪い、安定した守りでチームの危機を幾度となく救ったが、チームは下位に低迷することが多かった。2010-11シーズンは最下位で2部へ降格した。
2012年6月21日にウェストハムとの契約満了により、同じロンドンに本拠地を置くクイーンズ・パーク・レンジャーズFCへの移籍が決定した。8月18日のスウォンジー・シティAFCとの開幕戦に先発出場したが、5失点を喫し0-5で惨敗。チームはこれを受けて、インテルを退団したジュリオ・セザルを獲得。その後は控えに降格した。
2017年8月27日、ハダースフィールド・タウンFCと1年契約を結んだ、1年延長のオプションが付いている。
2018年7月26日、チェルシーFCと1年契約を締結したことが発表。2018-19シーズン終了後に引退を表明した。

## 所属クラブ
- ノリッジ・シティFC 1999-2006
- ウェストハム・ユナイテッドFC 2006-2012
- クイーンズ・パーク・レンジャーズFC 2012-2016
- リーズ・ユナイテッドAFC 2016-2017
- ハダースフィールド・タウンFC 2017-2018
- チェルシーFC 2018- 2019

## 代表歴

### 出場大会
- イングランド代表
  - 2010 FIFAワールドカップ

### 試合数
- 国際Aマッチ 12試合 0得点（2005年-2012年）[4]

| イングランド代表 | 国際Aマッチ | 国際Aマッチ |
| 年               | 出場        | 得点        |
| ---------------- | ----------- | ----------- |
| 2005             | 1           | 0           |
| 2006             | 0           | 0           |
| 2007             | 0           | 0           |
| 2008             | 0           | 0           |
| 2009             | 7           | 0           |
| 2010             | 3           | 0           |
| 2011             | 0           | 0           |
| 2012             | 1           | 0           |
| 通算             | 12          | 0           |